# Pinheirodon
Pinheirodon ('pijnboomtand' van het Portugese pinheiro, 'pijnboom' + Oudgrieks ὀδών (odṓn), 'tand') is een geslacht van uitgestorven zoogdieren uit Portugal. Het is een lid van de eveneens uitgestorven orde Multituberculata en deelde de wereld met dinosauriërs. Het is geplaatst in de onderorde Plagiaulacida en familie Pinheirodontidae.
De typesoort Pinheirodon pygmaeus werd in 1999 benoemd door Gerhard en Renate Hahn. De geslachtsnaam verbindt een verwijzing naar Porto Pinheiro met een Grieks odoon, 'tand'. De soortaanduiding verwijst naar de kleine omvang. Het holotype is PP MULT 47, een tweede linkerkies. Tientallen andere tanden werden aangewezen als paratypen. Tegelijkertijd werd een tweede soort benoemd: Pinheirodon vastus, de 'enorme', een verwijzing naar de grotere omvang. Het holotype is PP MULT 75, een tweede rechterkies. Verder is een derde, nog onbenoemd, taxon aangeduid als een Pinheirodon sp. Het is bekend van losse fossiele tanden.
Aanvankelijk beschouwd als daterend uit het Vroeg-Krijt, stamt de vindplaats Porto Pinheiro (Lourinhã, Portugal), volgens latere inzichten uit het Laat-Jura (Tithonien).